# Cortland (Nebraska)
Cortland – wieś w Stanach Zjednoczonych, w stanie Nebraska, w hrabstwie Gage.